# Pavel Blatný (Schachspieler)
Pavel Blatný (* 22. Juni 1968 in Brno) ist ein tschechischer Schachgroßmeister.
Blatný kommt aus einer Schachfamilie. Sein Vater František Blatný (1933–2015) war ein Internationaler Schiedsrichter (International Arbiter) und FIDE-Meister, der bei den Schacholympiaden 1962 und 1964 (außerdem war er auch für die Schacholympiade 1970 nominiert, blieb aber ohne Einsatz) sowie den Mannschaftseuropameisterschaften 1957 und 1970 für die tschechoslowakische Nationalmannschaft spielte und dessen beste historische Elo-Zahl für den Januar 1965 mit 2532 berechnet wurde.

## Schachliche Erfolge
Pavel Blatný erhielt im Jahr 1993 den Großmeistertitel. Pavel Blatný war sehr erfolgreich bei der Meisterschaft der Tschechoslowakei, er siegte zweimal, 1988 und 1990, er konnte auch zweimal die Meisterschaft Tschechiens gewinnen, in den Jahren 1997 und 2000. Pavel Blatný hat schon als Junior auf sich aufmerksam gemacht, er wurde bei der U-20 Juniorenweltmeisterschaft 1985 Vizemeister, zweimal wurde er geteilter Dritter bei den Junioreneuropameisterschaften in Groningen, 1985/1986 und 1986/1987.
Pavel Blatný siegte oder belegte vordere Plätze in vielen Turnieren: I-II. Platz in Trnava (1987), I-II. Platz in Lenk (1991), I-II. Platz in Kecskemét (1991), I. Platz in Brno (1992) und erneut I. Platz in Brno (1993), I. Platz beim New York open in New York (1995), I-VI. Platz beim Foxwoods Open in Ledyard (2003), I. Platz in Oklahoma (2004) und I. Platz in Litomyšl (2005).
Im Januar 2016 beträgt seine Elo-Zahl 2390. Im Oktober 2000 erreichte er seine höchste Elo-Zahl von 2589.

## Mannschaftsschach

### Nationalmannschaft
Blatný nahm von 1988 bis 2000 dreimal mit der tschechoslowakischen und viermal mit der tschechischen Nationalmannschaft an der Schacholympiade teil, wo er 24 Punkte aus 51 Partien erzielte. Zwischen 1989 und 1997 spielte er dreimal bei den Mannschaftseuropameisterschaften.

### Vereine
In der tschechischen Extraliga spielte Blatný von 1993 bis 1995 für ŠK Dům armády Prag, von 1996 bis 2000 für ŠK DP Mladí Prag, von 2000 bis 2007 für ŠK Hagemann Opava, mit dem er 2002 und 2004 Meister wurde, von 2010 bis 2015 für TJ Tatran Litovel, in der Saison 2015/16 für den ŠK Duras BVK und in der Saison 2017/18 für Moravská Slavia Brno.
In der deutschen Schachbundesliga spielte Blatný von 1994 bis 1998 für Werder Bremen. In der österreichischen Bundesliga (bis 2003 Staatsliga) spielte Blatný von 1990 bis 1993 und von 1996 bis 2003 für den SK Hietzing Wien, von 2011 bis 2013 für den SK Zwettl.

## Pokerspiel
Blatný ist auch als Pokerspieler aktiv, der mit It’s definitely all poker for me now zitiert wird. Auf der tschechischen All Time Money List belegte er zeitweise den fünften Platz, ist aber mit gewonnenen 59.966 Dollar auf den 171. Platz (Stand: Juni 2018) abgerutscht.